# NGC 4411/2
NGC 4411/2 је спирална галаксија у сазвежђу Девица која се налази на NGC листи објеката дубоког неба.
Деклинација објекта је + 8° 53' 4" а ректасцензија 12h 26m 47,2s. Привидна величина (магнитуда) објекта NGC 4411 износи 12,3 а фотографска магнитуда 12,9. NGC 44112 је још познат и под ознакама NGC 4411B, UGC 7546, MCG 2-32-55, IRAS 12242+0909, KCPG 336B, CGCG 70-82, VCC 939, Bigourdan 298, PGC 40745.